# Marcel Artelesa
Marcel Artelesa, né le 2 juillet 1938 à Pont-Sainte-Marie (Aube) et mort le 23 septembre 2016 à Troyes, est un footballeur puis entraîneur français. Il évolue au poste de défenseur central de la fin des années 1950 au milieu des années 1970.
Formé à l'AS Troyenne et Savinienne, il rejoint ensuite l'AS Monaco avec laquelle il remporte le doublé Coupe-championnat en 1963. Il joue également à l'Olympique de Marseille, l'OGC Nice, au RFC Paris-Neuilly avant de terminer sa carrière dans son club formateur. Il entraîne par la suite l’USM Romilly de 1973 à 1997.
Il compte 21 sélections pour un but inscrit en équipe de France avec laquelle il dispute la coupe du monde 1966 en tant que capitaine.

## Biographie
Marcel Artelesa nait à Pont-Sainte-Marie, dans l'agglomération de Troyes, dans l'Aube. Remarqué pour ses talents de footballeur, il est licencié à l'AS Troyenne et Savinienne à partir de 1952, et y remporte la Coupe Gambardella en 1956. Alors qu'il se destine initialement à une carrière de maçon (ce qui lui vaudra ce surnom), les dirigeants troyens le persuadent de devenir footballeur professionnel. Il fait ses débuts en équipe première, en deuxième division, en 1957-1958, et s'impose vite comme titulaire au cœur de la défense, ou comme milieu de terrain. Malgré son gabarit moyen, il brille par son agressivité, son sens du placement, sa vision du jeu, son abnégation.  
En 1960, alors que le club troyen a gagné sa promotion en Division 1, il est sélectionné en équipe de France olympique, alors réservée aux joueurs officiellement amateurs, pour participer aux Jeux olympiques de Rome (il joue les trois matchs des Français, conclus par une victoire, un match nul et une défaite). La saison 1960-1961 est difficile pour le club troyen, qui est relégué en Division 2, mais Artelesa brille suffisamment pour être recruté par le champion en titre, l'AS Monaco. Il s'y impose vite comme titulaire et appartient à la fameuse génération monégasque qui réalise le doublé Coupe-Championnat en 1963. Il est élu joueur français de l'année 1964 par le magazine France Football. 
Ses belles performances à Monaco lui valent d'être sélectionné en équipe de France à partir de l'automne 1963. Il commence sa carrière internationale par la qualification face à la Bulgarie en 8e de finale la Coupe d'Europe des nations 1964 (la France est finalement éliminée au tour suivant par la Hongrie), et en devient le capitaine à partir de 1965, à la suite d'un forfait de Robert Herbin. Les Bleus parviennent à devancer la Yougoslavie et la Norvège pour se qualifier pour la Coupe du monde 1966 en Angleterre. Ils y font match nul contre le Mexique puis s'inclinent contre l'Uruguay et l'Angleterre, futur vainqueur, et sont donc éliminés au premier tour. Peu apres le Mondial, il honore une 21e et dernière sélection (la 9e comme capitaine) contre le Luxembourg. 
Au retour de la Coupe du monde, il est transféré à l'Olympique de Marseille où il joue deux ans. Il joue ensuite une saison à l'OGC Nice puis au RFC Paris-Neuilly, un club nouvellement créé dans la capitale avec le soutien actif du président de l'OM. Il termine ensuite sa carrière dans la ville de ses débuts, Troyes, où l'ASTS est devenu le Troyes Aube Football. Il fait trois saisons en Division 2 avant de prendre sa retraite sportive professionnelle, alors que le club est promu en Division 1. Un jubilé est organisé en son honneur en 1975. 
Il rejoint en 1973 l’USM Romilly, dans la banlieue troyenne, pensionnaire de Division d'honneur de Champagne-Ardenne. Il y joue jusqu'en 1981, tout en en étant l'entraineur. L’équipe fanion est promue en 1977 en 3e Division, où elle reste quatre saisons. Il en reste l'entraineur jusqu'en 1997.
Il meurt le 23 septembre 2016 à Mergey à son domicile.

## Palmarès
- Champion de France en 1963 avec l'AS Monaco
  - Vice-Champion de France en 1964 avec Monaco
- Vainqueur de la Coupe de France en 1963 avec l'AS Monaco
- Vainqueur de la Coupe Gambardella en 1956 avec l'AS Troyenne et Savinienne
- Joueur français de l'année 1964, décerné par le magazine France Football

## Équipe nationale
Il fait notamment partie de l'équipe de France qui prend part à la Coupe du monde 1966. Il marque son seul but sous le maillot bleu à l'occasion d'un match Luxembourg-France, le 4 octobre 1964.
En 21 sélections (1 but) en équipe de France entre le 29 septembre 1963 et le 26 novembre 1966, il est neuf fois capitaine.

### Bilan des 21 sélections d'Artelesa
| 0   | Date              | Lieu                                            | Compétition         | Résultat  | Adversaire       | Buts |
| --- | ----------------- | ----------------------------------------------- | ------------------- | --------- | ---------------- | ---- |
| 1re | 29 septembre 1963 | Vasil Levski Sofia, Bulgarie                    | CE (1/8 aller)      | 1-0       | Bulgarie         |      |
| 2e  | 26 octobre 1963   | Parc des Princes Paris, France                  | CE (1/8 retour)     | 3-1       | Bulgarie         |      |
| 3e  | 11 novembre 1963  | Parc des Princes Paris, France                  |                     | 2-2       | Suisse           |      |
| 4e  | 25 décembre 1963  | Parc des Princes Paris, France                  |                     | 1-2       | Belgique         |      |
| 5e  | 25 avril 1964     | Stade olympique Yves-du-Manoir Colombes, France | CE (1/4 aller)      | 1-3       | Hongrie          |      |
| 6e  | 23 mai 1964       | Nepstadion Budapest, Hongrie                    | CE (1/4 retour)     | 2-1       | Hongrie          |      |
| 7e  | 4 octobre 1964    | Stade Municipal Luxembourg, Luxembourg          | QCM                 | 0-2       | Luxembourg       | 1    |
| 8e  | 11 novembre 1964  | Parc des Princes Paris, France                  | QCM                 | 1-0       | Norvège          |      |
| 9e  | 2 décembre 1964   | Stade du Heysel Bruxelles, Belgique             |                     | 3-0       | Belgique         |      |
| 10e | 18 avril 1965     | Stade de l'Étoile rouge Belgrade, Yougoslavie   | QCM                 | 1-0       | Yougoslavie      |      |
| 11e | 3 juin 1965       | Parc des Princes Paris, France                  |                     | 0-0       | Argentine        |      |
| 12e | 15 septembre 1965 | Ullevaal Oslo, Norvège                          |                     | 0-1       | Norvège          |      |
| 13e | 9 octobre 1965    | France                                          | QCM                 | 1-0 (cap) | Yougoslavie      |      |
| 14e | 6 novembre 1965   | Stade Vélodrome Marseille, France               | QCM                 | 4-1 (cap) | Luxembourg       |      |
| 15e | 19 mars 1966      | Parc des Princes Paris,France                   |                     | 0-0 (cap) | Italie           |      |
| 16e | 20 avril 1966     | Parc des Princes Paris, France                  |                     | 0-3 (cap) | Belgique         |      |
| 17e | 5 juin 1966       | Stade Lénine Moscou, U.R.S.S                    |                     | 3-3 (cap) | Union soviétique |      |
| 18e | 13 juillet 1966   | Wembley Stadium Londres, Angleterre             | Coupe du monde 1966 | 1-1 (cap) | Mexique          |      |
| 19e | 15 juillet 1966   | White City Stadium Londres, Angleterre          | Coupe du monde 1966 | 1-2 (cap) | Uruguay          |      |
| 20e | 20 juillet 1966   | Wembley Stadium Londres, Angleterre             | Coupe du monde 1966 | 2-0 (cap) | Angleterre       |      |
| 21e | 26 novembre 1966  | Stade Municipal Luxembourg, Luxembourg          |                     | 0-3 (cap) | Luxembourg       |      |

## Statistiques
| Saison    | Club                   | Championnat | M.  | B. |
| --------- | ---------------------- | ----------- | --- | -- |
| 1957-1958 | AS Troyes-Savinienne   | D2          | 15  | 0  |
| 1958-1959 | AS Troyes-Savinienne   | D2          | 26  | 1  |
| 1959-1960 | AS Troyes-Savinienne   | D2          | 27  | 0  |
| 1960-1961 | AS Troyes-Savinienne   | D1          | 34  | 0  |
| 1961-1962 | AS Monaco              | D1          | 31  | 2  |
| 1962-1963 | AS Monaco              | D1          | 38  | 0  |
| 1963-1964 | AS Monaco              | D1          | 31  | 0  |
| 1964-1965 | AS Monaco              | D1          | 34  | 1  |
| 1965-1966 | AS Monaco              | D1          | 38  | 2  |
| 1966-1967 | Olympique de Marseille | D1          | 37  | 0  |
| 1967-1968 | Olympique de Marseille | D1          | 38  | 0  |
| 1968-1969 | OGC Nice               | D1          | 17  | 0  |
| 1969-1970 | RFC Paris-Neuilly      | D2          | 30  | 0  |
| 1970-1971 | Troyes Aube Football   | D2          | 30  | 0  |
| 1971-1972 | Troyes Aube Football   | D2          | 30  | 1  |
| 1972-1973 | Troyes Aube Football   | D2          | 34  | 0  |
| 1973-1974 | USM Romilly-sur-Seine  | D4          | -   | -  |
| 1974-1975 | USM Romilly-sur-Seine  | D4          | -   | -  |
| 1975-1976 | USM Romilly-sur-Seine  | D4          | -   | -  |
| 1976-1977 | USM Romilly-sur-Seine  | D4          | -   | -  |
| 1977-1978 | USM Romilly-sur-Seine  | D3          | 26  | 0  |
| 1978-1979 | USM Romilly-sur-Seine  | D3          | -   | -  |
| 1979-1980 | USM Romilly-sur-Seine  | D3          | 27  | 0  |
| 1980-1981 | USM Romilly-sur-Seine  | D3          | 5   | 0  |
| Total     | Total                  | Total       | 548 | 7  |

- 6 matchs et 0 but en Coupe d'Europe des clubs champions